# Conotrachelus informirostris
Conotrachelus informirostris – gatunek chrząszcza z rodziny ryjkowcowatych.

## Zasięg występowania
Ameryka Południowa, występuje w Urugwaju.

## Budowa ciała
Przednia krawędź pokryw nieznacznie szersza od przedplecza; na pokrywach rzadkie, podłużne żeberka, zaś na przedpleczu okrągłe garbki.
Ubarwienie ciała czarnobrązowe z pomarańczowobrązowymi włoskami na głowie, przedpleczu i przedniej krawędzi pokryw, oraz dwiema dużymi, skośnymi plamami w tylnej ich części.